# Slovenia Open WTA 2009
Lo Slovenia Open WTA 2009, conosciuto per motivi di sponsorizzazione come Banka Koper Slovenia Open 2009, è stato un torneo femminile di tennis giocato sul cemento. 
È stata la 5ª edizione del Slovenia Open WTA, che fa parte della categoria International nell'ambito del WTA Tour 2009. 
Si è giocato a Portorose in Slovenia, dal 20 al 26 luglio 2009.

## Partecipanti

### Teste di serie
| Giocatrice              | Nazionalità     | Ranking* | Testa di serie |
| ----------------------- | --------------- | -------- | -------------- |
| Dinara Safina           | Russia          | 1        | 1              |
| Anabel Medina Garrigues | Spagna          | 21       | 2              |
| Kaia Kanepi             | Estonia         | 24       | 3              |
| Roberta Vinci           | Italia          | 46       | 4              |
| Sara Errani             | Italia          | 47       | 5              |
| Lucie Šafářová          | Repubblica Ceca | 49       | 6              |
| Vera Duševina           | Russia          | 50       | 7              |
| Petra Kvitová           | Repubblica Ceca | 63       | 8              |

- Ranking al 13 luglio 2009.

### Altre partecipanti
Giocatrici che hanno ricevuto una Wild card:
- Tadeja Majerič
- Nastja Kolar
- Petra Martić

Giocatrici passati dalle qualificazioni:
- Anna Tatišvili
- Sesil Karatančeva
- Vesna Manasieva
- Ksenija Pervak

## Campionesse

### Singolare
Dinara Safina ha battuto in finale  Sara Errani, 6(5)–7, 6-1, 7-5

### Doppio
Julia Görges /  Vladimíra Uhlířová hanno battuto in finale  Camille Pin /  Klára Zakopalová, 6-4, 6-2